# Simon Taylor
Pour les articles homonymes, voir Taylor.

a Compétitions nationales et continentales officielles uniquement.

b Matchs officiels uniquement.
Dernière mise à jour le 22 décembre 2012.
Simon Marcus Taylor, né le 17 août 1979 à Stirling, est un joueur de rugby à XV évoluant au poste de troisième ligne centre. Il joue avec l'équipe d'Écosse de 2000 à 2009. Il termine sa carrière avec le club anglais du Bath Rugby en 2013.

## Biographie
Simon Taylor quitte les Gunners d’Édimbourg au printemps 2007 pour rejoindre le Stade français où il signe un contrat de trois ans. À la fin de son contrat il s'engage avec l'équipe de Bath et dispute ainsi la Aviva Premiership. Il obtient eu sa première cape internationale le 4 novembre 2000 à l’occasion d’un match contre l'équipe des États-Unis. Il participe au Tournoi des Six Nations depuis 2001. Taylor participe à la coupe du monde 2003 et à la coupe du monde 2007.

## Statistiques en équipe nationale
- 66 sélections
- 30 points (6 essais)
- Sélections par année : 2 en 2000, 4 en 2001, 10 en 2002, 14 en 2003, 5 en 2004, 6 en 2005, 7 en 2006, 10 en 2007, 3 en 2008, 5 en 2009
- Tournois des Six Nations disputés : 2001, 2002, 2003, 2004, 2005, 2006, 2007, 2008, 2009
- En Coupe du monde :
  - 2003 : 5 matchs joués, battu en quarts de finale
  - 2007 : 2 matchs joués